# غندوز آلپ
گوندوز آلپ احتمالاً پدر ارطغرل و پدربزرگ عثمان اول، بنیان‌گذار سلسله عثمانی بود. بر اساس برخی منابع، نام یکی از پسران ارطغرل بیگ نیز گوندوز آلپ و در نتیجه برادر عثمان اول بود. تاریخ عثمانی، در حدود قرن پانزدهم نوشته شده است، در جزئیات در مورد اصل و نسب عثمان یکم متفاوت است.
به احتمالی زیاد قندوز آلپ فرزند ارطغرل بیگ و برادر عثمان یکم بنیان‌گذار امپراتوری عثمانی بود.